# 巴拿馬 (密蘇里州)
巴拿馬（英語：Panama）是位於美國密蘇里州弗農縣的非建制地區。

## 歷史
巴拿馬的郵局於1893年設立，其後於1909年停運。

## 地理
巴拿馬所處的海拔為高於海平面237米（即778英呎），而該地所採用的時區為UTC-6，即北美中部時區（CST）。同時該地設有夏令時間，為UTC-6調快一小時，即UTC-5（CDT）。